# Pet Shop Boys
Pet Shop Boys (deutsch sinngemäß „Jungs aus der Zoohandlung“) sind ein britisches Elektropop-Duo, bestehend aus Neil Tennant und Chris Lowe. Sie sind seit 1985 mit Hits wie West End Girls, Suburbia, It’s a Sin und Go West international erfolgreich. Die Pet Shop Boys schreiben und produzieren für sich selbst, aber auch für andere Künstler. Ferner komponieren sie Musik für Film, Theater und Ballett.
Laut Guinness-Buch der Rekorde gelten die Musiker als erfolgreichstes Popduo in der Musikgeschichte des Vereinigten Königreichs. Sie wurden dreimal mit dem Brit-Award ausgezeichnet und sechsmal für den Grammy nominiert. Seit 1986 hatten die Pet Shop Boys 42 Top-30-Singles in den britischen Charts; davon waren 22 Top-10-Hits, darunter vier Nummer-eins-Platzierungen. 2009 wurden sie bei den Brit Awards mit dem Ehrenpreis Outstanding Contribution to Music ausgezeichnet.

## Bandgeschichte

### 1981–1984: Gründung und erste Aufnahmen
Die Geschichte der Pet Shop Boys begann in einem Elektronikladen in der Londoner King’s Road, in dem sich Neil Tennant und Chris Lowe am 19. August 1981 begegneten, als Tennant ein Kabel für seinen ersten Synthesizer kaufen wollte. Tennant erzählte Lowe von diesem Synthesizer und gab ihm seine Telefonnummer. Drei Tage später rief Lowe ihn an und sie trafen sich. Die beiden teilten die Vorliebe für Dance-Music sowie die Hi-NRG-Szene und beschlossen, fortan zusammen Lieder zu schreiben.
Ausgehend von ihrer Liebe für das Londoner West End nannten sie sich zuerst West End, änderten ihren Namen aber später in Pet Shop Boys. Der Name soll laut einem Interview Tennants von Freunden abgeleitet sein, die damals in einer Zoohandlung in Ealing arbeiteten.
Tennant arbeitete zu diesem Zeitpunkt als Musikjournalist bei Smash Hits, Lowe war Student der Architektur. Nach einem Interview-Termin Tennants mit der Band The Police in New York nutzte er die Gelegenheit zu einem Treffen mit dem Disco-Produzenten Bobby „O“ Orlando. Dieser nahm 1984 mit dem Duo die beiden Singles West End Girls und Opportunities auf, die zunächst nur als Geheimtipp in Discotheken in Kalifornien, Belgien und Frankreich galten. In einem Rechtsstreit trennte man sich jedoch wieder.
Durch ihr maßgeblich vom Fotografen und Musikvideo-Regisseur Eric Watson geprägtes „unglamouröses“ und „ungeschminktes“ Auftreten und ihre Liedtexte erlangten die Pet Shop Boys in den 1980er-Jahren schnell Kultstatus. Die beiden offen schwulen Musiker setzen sich für die Schwulenbewegung ein und treten regelmäßig auf entsprechenden Benefiz-Veranstaltungen auf.

### 1985–1989: Durchbruch und Erfolge mitPlease, ActuallyundIntrospective
Nachdem das Interesse von Plattenfirmen stieg, wurde West End Girls von Stephen Hague neu abgemischt und im Oktober 1985 bei Parlophone/EMI veröffentlicht. Der Titel wurde ein Welterfolg, der sowohl den ersten Platz in den britischen als auch in den US-amerikanischen Singlecharts erreichte. 1987 wurde der Nr.-1-Hit mit einem Brit Award als bestes Lied des Jahres ausgezeichnet. Eine Serie weiterer Hits wie Suburbia (1986), It’s a Sin (1987), eine Cover-Version von Always on My Mind (britischer Weihnachts-Nummer-eins-Hit des Jahres 1987) und Heart (1988) folgten.
Das im März 1986 veröffentlichte Debütalbum Please, das im November 1986 erschienene Remix-Album Disco und ihr im September 1987 herausgebrachtes zweites reguläres Studioalbum Actually waren ebenfalls sehr erfolgreich, so dass die Pet Shop Boys 1988 als beste britische Gruppe einen Brit Award erhielten. Im selben Jahr drehte das Duo mit Jack Bond den Film Pet Shop Boys – Der Film (It Couldn’t Happen Here), der im Herbst 1988 in den Kinos Premiere feierte. Zur selben Zeit veröffentlichten sie das Album Introspective und tourten im Sommer 1989 durch Japan und England. Derek Jarman war für die Regie der Show verantwortlich. Die Filme, die er für die erste Tournee der Pet Shop Boys erstellte, wurden unter dem Titel Projections als VHS veröffentlicht. Die Show selbst ist bis heute nur auf VHS in Ausschnitten erhältlich.
Nach den ersten eigenen Erfolgen arbeiteten Tennant und Lowe ab 1987 auch mit anderen Künstlern zusammen, darunter Dusty Springfield, Patsy Kensit und Liza Minnelli. Mit Dusty Springfield sangen sie zusammen im Duett What Have I Done to Deserve This? (1987) und verhalfen ihr damit zu einem Comeback, dem ein von den Pet Shop Boys mitproduziertes Album (Reputation) und zwei Single-Hits (Nothing Has Been Proved und In Private) folgten. Für Minnelli produzierten sie das Lied Losing My Mind, das sich zu einem internationalen Hit entwickelte, sowie das dazugehörige Album Results (1989), für das die Pet Shop Boys sieben Titel schrieben.

### 1990–1995: Fortsetzung des Erfolges mitBehaviourundVery
Die Pet Shop Boys veröffentlichten im Oktober 1990 mit Behaviour ihr viertes Studioalbum. Das stark orchestrierte, eher ruhige Album, aufgenommen zusammen mit Harold Faltermeyer in München, konnte an die Erfolge aus den 1980er-Jahren nicht anknüpfen. Die ausgekoppelten Singles So Hard, Being Boring und Jealousy wurden 1990/1991 dennoch kleinere Hits. Der mit How Can You Expect To Be Taken Seriously? dritte aus Behaviour ausgekoppelte Titel erschien im März 1991 als B-Seite einer Coverversion von U2s Where the Streets Have No Name – im Medley mit Andy Williams’ Can’t Take My Eyes Off You. Es folgten die Performance-Tour und mit Discography (1991) ein erstes Greatest-Hits-Album.
Neil Tennant war auch als Sänger und Produzent zusammen mit Bernard Sumner und Johnny Marr an dem Projekt Electronic beteiligt, das mit Disappointed (1992) den größten Hit verbuchen konnte. 1992 folgte eine Zusammenarbeit der Pet Shop Boys mit Boy George, für den sie das Lied The Crying Game – ein Beitrag zum Soundtrack des gleichnamigen Films – produzierten.
Im September 1993 veröffentlichten die Pet Shop Boys das Album Very, das nicht nur musikalisch ein enormer Erfolg wurde, sondern vor allem optisch durch sein orangefarbenes Noppencover hervorstach und deshalb sogar im New Yorker Museum of Modern Art ausgestellt wurde.
Die zweite Single Go West entwickelte sich zu einem ihrer größten Hits und ist nach wie vor ein gern gespieltes Lied in den Fußball- und Eishockeystadien. Bei dem Titel handelt es sich um eine Cover-Version eines mäßig erfolgreichen Liedes der Village People, der auf dem Kanon und Gigue in D-Dur von Johann Pachelbel basiert.
In den Videos zu den ausgekoppelten Singles aus Very, neben Go West auch Can You Forgive Her und I Wouldn’t Normally Do This Kind Of Thing, agierten die Pet Shop Boys in eigenwilligen Kostümen und Kopfbedeckungen vor computeranimierten Hintergründen.
1994 starteten sie eine sechswöchige Discovery-Tour durch Australien, Asien und Südamerika. Es folgten im September 1994 Disco 2 sowie im August 1995 Alternative, eine zwei CDs umfassende Sammlung von B-Seiten. Unter anderem sind darauf auch von Chris Lowe gesungene Titel wie Paninaro oder We All Feel Better in the Dark zu hören, ferner eine eigene Version des für Liza Minnelli verfassten Losing My Mind.
Nachdem die Pet Shop Boys 1994 bereits für Kylie Minogue die Nummer Falling geschrieben, das Lied Girls and Boys von Blur neu abgemischt und mit Jennifer Saunders und Joanna Lumley, den beiden Darstellerinnen der britischen Kultserie Absolutely Fabulous, ein Lied gleichen Namens aufgenommen hatten, folgte 1995 eine Zusammenarbeit mit David Bowie und Tina Turner. Für Bowie lieferten sie einen Remix von Hallo Spaceboy und traten mit ihm gemeinsam bei der Verleihung der Brit Awards auf, wo sie diesen Titel, auf dem auch Neil Tennant zu hören war, sangen. Für Turner schrieben und produzierten sie das Lied Confidential, zu finden auf ihrem Album Wildest Dreams (1996).

### 1996–2001: AlbenBillingualundNightlife,MusicalCloser to Heaven

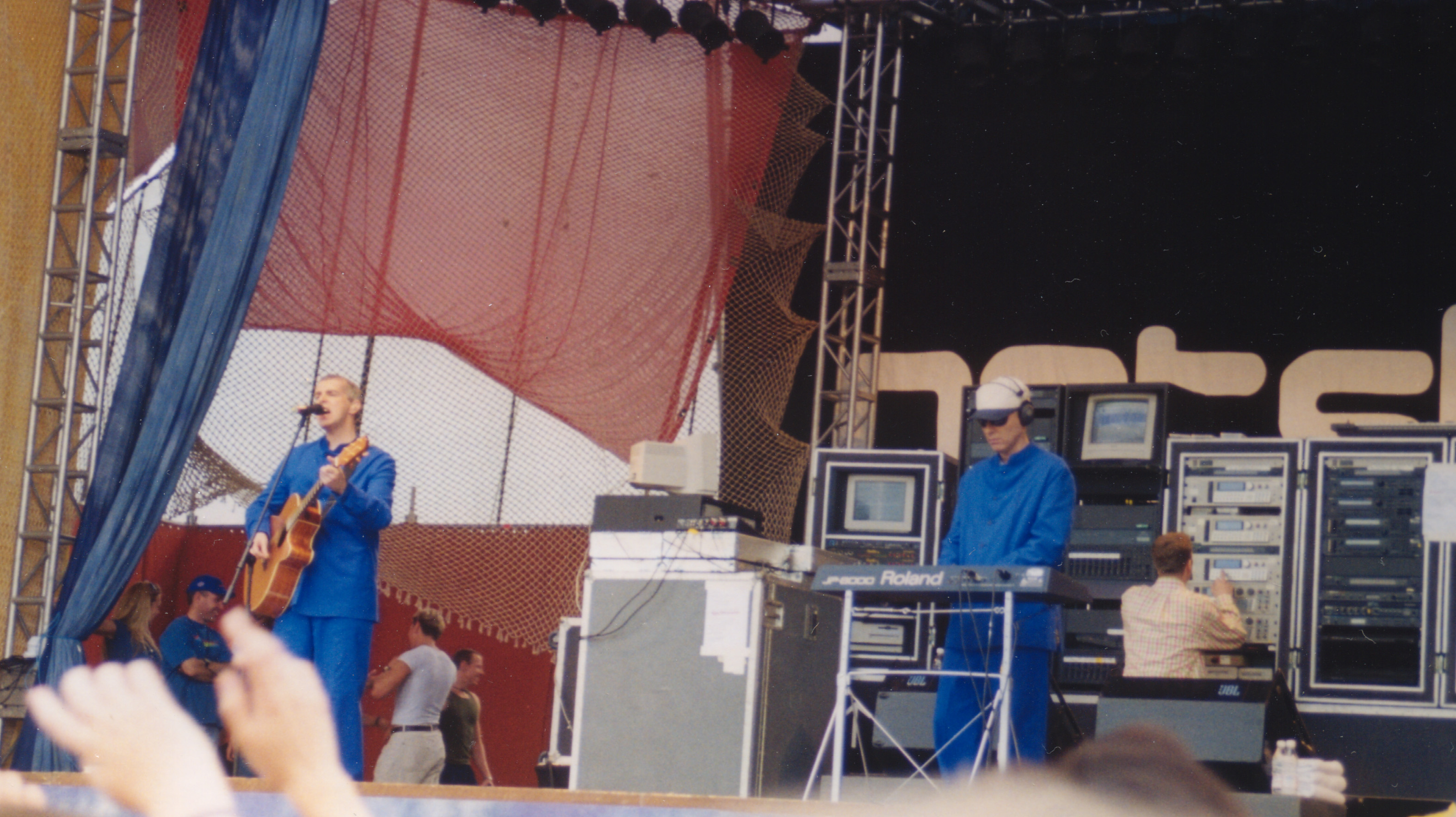
Die Pet Shop Boys 1997 in Finnland

Im September 1996 veröffentlichten Tennant und Lowe das Album Bilingual. Die schon im Vorfeld der Albumveröffentlichung ausgekoppelte Single Before erwies sich als mäßig erfolgreich; die anschließende Single Se A Vida É (That’s The Way Life Is) avancierte zum Sommerhit und vermittelte ein Bild von den Einflüssen aus dem Bereich der lateinamerikanischen Musik, die einen Großteil des Albums prägten.
Im Oktober 1999 folgte das wieder in Richtung Disco tendierende Album Nightlife mit den Singles I Don’t Know What You Want But I Can’t Give It Anymore, New York City Boy und You Only Tell Me You Love Me When You’re Drunk. Das Album beinhaltete auch das Duett In Denial mit Kylie Minogue – ein Lied über das schwierige Verhältnis eines schwulen Vaters zu seiner Tochter. Die Tour zum Album führte das Duo erstmals seit 1991 wieder auf Konzertreise durch Europa und die USA.
Zum Jahrtausendwechsel kooperierten die Pet Shop Boys mit Robbie Williams, an dessen Single No Regrets (1998) Neil Tennant als Background-Sänger beteiligt war. Für die Bloodhound Gang betätigten sie sich als Remixer auf deren Single Mope (2000).
Im Mai 2001 hatte Closer to Heaven, das erste Musical von Tennant und Lowe, im Arts Theatre London seine Uraufführung. Das Musical lief eine Saison lang bis Oktober 2001 und erschien auch auf CD.

### 2002–2009: Änderung des Stils mitRelease,Erfolge mit AlbenFundamentalundYes
Mit dem gitarrenlastigen Album Release aus dem April 2002 schlugen die Pet Shop Boys ruhigere Töne an und verließen ihr gewohntes Terrain des Dance-Pop. Die erste Singleveröffentlichung Home and Dry wurde mit einem eher ungewöhnlichen Video veröffentlicht, das der gängigen Videoästhetik nicht entsprach. Der von dem Fotografen Wolfgang Tillmans gedrehte Videoclip zeigt neben einer verwackelten Liveaufnahme der Pet Shop Boys auch Szenen von emsigen Mäusen auf den Gleisen eines Londoner U-Bahnhofs. Auch auf der Tournee zum Album präsentierten sich Tennant und Lowe ohne den Pomp und die Theatralik vergangener Tourneen, sondern eher im Stil einer Rockband mit Gitarre und reduziertem Set.
Im Januar 2003 folgte das dritte Remixalbum aus der Reihe Disco, und im November 2003 wurde mit PopArt das zweite reguläre Greatest-Hits-Album der Pet Shop Boys veröffentlicht. Es enthielt als Doppel-CD alle britischen Top-20-Hits des Duos und mit Miracles und Flamboyant auch zwei neue Stücke. Im Oktober desselben Jahres wurde ihnen von Michail Gorbatschow in Hamburg der World Award in der Kategorie „Arts“ überreicht. 2004 lieferten die Pet Shop Boys zwei Remixe für das umstrittene Lied Mein Teil von Rammstein.
Sie arbeiteten zudem mit dem Produzenten Sven Helbig, dem Komponisten Torsten Rasch und den Dresdner Sinfonikern zusammen an der Filmmusik zu Sergej Eisensteins Stummfilmklassiker Panzerkreuzer Potemkin aus dem Jahr 1925. Nachdem die Pet Shop Boys im September 2004 bereits am Londoner Trafalgar Square ihr Werk präsentiert hatten, waren sie im September 2005 auch auf einigen Freiluftveranstaltungen in Deutschland zu sehen, unter anderem in Frankfurt, Bonn, Berlin und Hamburg. Im September 2005 erschien der Soundtrack Battleship Potemkin mit 15 Tracks auf CD. Im Juli 2006 inszenierte Sven Helbig eine Live-Aufführung im Rahmen der 800-Jahr-Feier in Dresden.
Im Rahmen der weltweiten Live-8-Benefizkonzerte traten die Pet Shop Boys im Juli 2005 in Moskau auf. Für Madonnas Single Sorry haben sie Anfang 2006 den PSB Maxi-Mix produziert, der zusätzliche Zeilen geschrieben und gesungen von Neil Tennant enthält. Das Album Fundamental erschien im Mai 2006. Maßgeblich beteiligt war dabei Trevor Horn, mit dem Tennant und Lowe bereits ein Großteil von Introspective eingespielt hatten. Die erste Singleauskopplung war I’m With Stupid, die zweite Minimal.
Für das im Sommer 2006 erschienene Robbie-Williams-Album Rudebox produzierten Tennant/Lowe die beiden Lieder She’s Madonna und We’re the Pet Shop Boys, wobei letzteres ein Cover des gleichnamigen Songs von My Robot Friend ist.
Im Oktober 2006 wurden die dritte Single Numb und die Doppel-CD Concrete – In Concert at the Mermaid Theatre veröffentlicht. Es war die erste offizielle Live-CD der Gruppe. Hierbei handelt es sich um die Aufzeichnung eines Konzerts aus dem Mai 2006 im Londoner Mermaid Theatre, bei dem die Pet Shop Boys zusammen mit dem BBC Concert Orchestra unter der Leitung von Nick Ingman auftraten. Für die Band konnten so renommierte Künstler wie Trevor Horn (Bass) und Anne Dudley (Keyboards) gewonnen werden.
Im Herbst 2006 tourten die Pet Shop Boys durch die USA und Lateinamerika. Im Oktober 2007 erschien die Single Integral als letzte Auskopplung des Albums Fundamental als reine Downloadversion. In diesem Lied behandelt das Duo die von der damaligen Labour-Regierung geplante Einführung von Personalausweisen im Vereinigten Königreich. Im März 2009 erschien das Album Yes. Die erste Single-Auskopplung des Albums hieß Love etc., die zweite im Juni 2009 ausgekoppelte Single Did You See Me Coming. Das rund zehn Minuten lange Medley, das von den Pet Shop Boys bei den Brit Awards 2009 aufgeführt wurde, ist zusammen mit der Single als Download-Version erschienen.

### 2010–2012: Arbeiten an klassischen Projekten und AlbumElysium

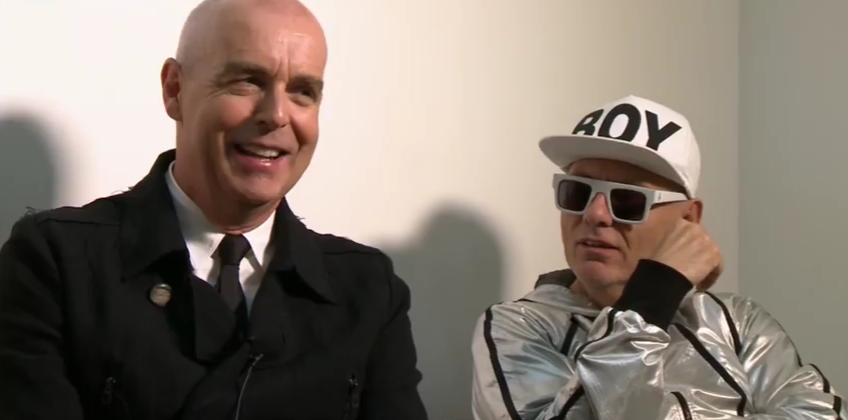
Pet Shop Boys (2013)

Mit Pandemonium Live erschien im Februar 2010 ein CD-DVD-Set ihrer 2009-Tournee. Es enthält Mitschnitte ihres am 21. Dezember 2009 in der Londoner O2-Arena veranstalteten Konzertes.
Im Juni 2010 traten die Pet Shop Boys erneut beim Glastonbury Festival auf. Ihre Pandemonium-Bühnenshow wurde als einer der „spektakulärsten Glastonbury-Momente aller Zeiten“ bewertet. Als drittes Best-of-Album wurde im November 2010 Ultimate Pet Shop Boys veröffentlicht, das außerdem die Single Together enthält.
Im November 2010 begann der Vorverkauf für das Ballettstück The Most Incredible Thing (Das Unglaublichste), eine Adaption des gleichnamigen Märchens von Hans Christian Andersen aus dem Jahr 1870 durch Matthew Dunster unter der Choreographie von Javier de Frutos. Dies ist das zweite Mal, nach Panzerkreuzer Potemkin, dass die Musiker eine Theater- bzw. Ballettaufführung vertonen. Das Stück zeigt den ehemaligen Royal-Ballet-Star Ivan Putrov und Animationen von Tal Rosner. Die Orchestrierung erfolgte durch den deutschen Komponisten Sven Helbig, mit dem die Band bereits 2005 als Co-Produzenten von Panzerkreuzer Potemkin zusammengearbeitet hatte. Die Uraufführung fand im März 2011 im Sadlers Wells in London statt.
Im April 2011 wurde bekannt, dass die Pet Shop Boys als Vorgruppe die Progress-Live-Tournee der ehemaligen Boyband Take That begleiten würden. Die Tournee startete im Mai 2011 in Sunderland und endete im Juli 2011 im Münchener Olympiastadion. Im Rahmen einer Electronic-Beats-Veranstaltung der Deutschen Telekom stellte das Duo im September 2012 das elfte Studioalbum Elysium vor; das Konzert wurde aus dem Berliner Hebbel-Theater ins Internet übertragen, und das Album erschien zwei Tage später. Die erste Single-Auskoppelung Winner erschien im August 2012.

### 2013–2020: AlbenElectric, Super und Hotspotmit Produzent Stuart Price
Am 15. Juli 2013 folgte das Album Electric und die Gruppe beendete nach 28 Jahren ihre Zusammenarbeit mit der Plattenfirma Parlophone. Seitdem veröffentlichen Tennant und Lowe ihre Alben über das eigene Label ×2; Produktion und Vertrieb laufen weltweit über Kobalt Label Services.
Am 23. Juli 2014 hatte ein neues Bühnenstück der Pet Shop Boys in der Royal Albert Hall in London Premiere. „A Man From The Future“ setzt dem britischen Mathematiker Alan Turing ein musikalisches Denkmal, die Umsetzung für das BBC Symphony Orchestra erfolgte in Zusammenarbeit mit dem deutschen Komponisten Sven Helbig.
Für das am 1. April 2016 erschienene dreizehnte Album Super der Pet Shop Boys fand vom 20. bis 23. Juli 2016 eine viertägige Konzertreihe im Royal Opera House in London statt. Als Promo-Single wurde am 21. Januar 2016 Inner Sanctum aus dem von Stuart Price produzierten Album veröffentlicht. Die Single The Pop Kids erschien am 16. Februar 2016. Das Cover des Albums wurde vom Designer Mark Farrow entworfen.
Auf dem Jean-Michel-Jarre-Kollaborations-Album Electronica 2: The Heart of Noise, auf dem 15 bekannte Künstler mit dem französischen Musiker zusammengearbeitet haben, arbeiteten die Pet Shop Boys in Form des Songs Brick England mit Jarre zusammen. 2018 nahmen die Pet Shop Boys eine Konzert-CD und -DVD auf, die im 12. April 2019 erschienen ist. Inner Sanctum ist ein Mitschnitt eines Gigs im Londoner Royal Opera House. Im Februar 2019 wurde die EP Agenda angekündigt, die vier neue Songs enthält, welche allesamt über ihren YouTube-Kanal mit Lyrics-Videos verfügbar gemacht wurden. Die Lieder thematisieren aktuelle politische Ereignisse wie den Populismus und das Aufkommen der sozialen Medien.
Im November 2019 wurde das vierzehnte Studioalbum Hotspot angekündigt, das am 24. Januar 2020 erschienen ist. Das Album gelangte, exakt wie bereits die beiden Vorgängeralben, auf Platz 3 in den Album-Charts in Deutschland und England. Die Pet Shop Boys bezeichneten das Album als den Abschluss einer Trilogie, da sie ihre letzten drei Alben mit dem Produzenten Stuart Price gemacht hatten. Einige der Lieder auf Hotspot spielen explizit in ihrer Wahlheimat Berlin.

### Seit 2020: Dreamland-Tournee und AlbumNonetheless
Für 2020 wurde die Dreamland-Tournee angekündigt, die erstmals als eine „Greatest-Hits“-Tournee der Band mit Fokus auf ihre bekanntesten Lieder konzipiert war. Aufgrund der COVID-19-Pandemie konnte die Tournee allerdings erst 2022 begonnen werden. Stand 2024 dauert die Tournee mit Stationen auf mehreren Kontinenten und Auftritten im deutschsprachigen Raum an. Im Herbst 2022 unternahmen sie zudem gemeinsam mit New Order die Unity-Tour durch die Vereinigten Staaten.
Nach der Einzelsingle Cricket Wife (2021) folgte 2022 eine Zusammenarbeit der Pet Shop Boys mit Soft Cell an der Single Purple Zone. 2023 folgte die EP Lost mit vier Liedern, die bereits einige Jahre zuvor für andere Alben entstanden, aber nicht veröffentlicht worden waren. Im Juni 2023 konnte sich Smash: The Singles 1985–2020, eine Zusammenstellung aller Singles der Pet Shop Boys, in den Top Ten der britischen und deutschen Albumcharts platzieren.
Im April 2024 erschien das 15. Album Nonetheless, das sich in den Albumcharts diverser europäischer Länder hoch platzieren konnte (darunter Platz 2 in Großbritannien und der Schweiz, Platz 3 in Deutschland und Österreich). Im Rahmen des Albums wurden die Singles Loneliness, Dancing Star und A New Bohemia mit entsprechenden Musikvideos ausgekoppelt. Das von James Ford produzierte Album erhielt gute Kritiken. Im August 2024 veröffentlichten sie eine deutschsprachige Demo ihres Album-Tracks „The Schlager Hitparade“, gesungen von Chris Lowe.

## Diskografie
Studioalben

| Jahr | Titel         | Höchstplatzierung, Gesamtwochen/‑monate, AuszeichnungChartplatzierungen (Jahr, Titel, Platzierungen, Wochen/Monate, Auszeichnungen, Anmerkungen) | Höchstplatzierung, Gesamtwochen/‑monate, AuszeichnungChartplatzierungen (Jahr, Titel, Platzierungen, Wochen/Monate, Auszeichnungen, Anmerkungen) | Höchstplatzierung, Gesamtwochen/‑monate, AuszeichnungChartplatzierungen (Jahr, Titel, Platzierungen, Wochen/Monate, Auszeichnungen, Anmerkungen) | Höchstplatzierung, Gesamtwochen/‑monate, AuszeichnungChartplatzierungen (Jahr, Titel, Platzierungen, Wochen/Monate, Auszeichnungen, Anmerkungen) | Höchstplatzierung, Gesamtwochen/‑monate, AuszeichnungChartplatzierungen (Jahr, Titel, Platzierungen, Wochen/Monate, Auszeichnungen, Anmerkungen) | Anmerkungen                              |
| Jahr | Titel         | DE | AT | CH | UK | US | Anmerkungen                              |
| ---- | ------------- | --- | --- | --- | --- | --- | ---------------------------------------- |
| 1986 | Please        | DE38 (7 Wo.)DE | — | CH20 (4 Wo.)CH | UK3 Platin · (83 Wo.)UK | US7 Platin · (31 Wo.)US | Erstveröffentlichung: 24. März 1986      |
| 1987 | Actually      | DE2 Platin · (54 Wo.)DE | AT5 Gold · (7½ Mt.)AT | CH3 Platin · (31 Wo.)CH | UK2 ×3Dreifachplatin · (61 Wo.)UK | US25 Gold · (45 Wo.)US | Erstveröffentlichung: 7. September 1987  |
| 1988 | Introspective | DE3 Gold · (24 Wo.)DE | AT8 (1½ Mt.)AT | CH2 Gold · (15 Wo.)CH | UK2 ×2Doppelplatin · (40 Wo.)UK | US34 Gold · (22 Wo.)US | Erstveröffentlichung: 10. Oktober 1988   |
| 1990 | Behaviour     | DE4 Gold · (40 Wo.)DE | AT22 (6 Wo.)AT | CH12 Gold · (14 Wo.)CH | UK2 Platin · (15 Wo.)UK | US45 (25 Wo.)US | Erstveröffentlichung: 22. Oktober 1990   |
| 1993 | Very          | DE1 Platin · (35 Wo.)DE | AT6 Gold · (17 Wo.)AT | CH1 Platin · (31 Wo.)CH | UK1 Platin · (27 Wo.)UK | US20 Gold · (17 Wo.)US | Erstveröffentlichung: 27. September 1993 |
| 1996 | Bilingual     | DE7 (15 Wo.)DE | AT15 (10 Wo.)AT | CH11 (9 Wo.)CH | UK4 Gold · (12 Wo.)UK | US39 (6 Wo.)US | Erstveröffentlichung: 2. September 1996  |
| 1999 | Nightlife     | DE2 Gold · (10 Wo.)DE | AT16 (4 Wo.)AT | CH9 (5 Wo.)CH | UK7 Gold · (4 Wo.)UK | US84 (3 Wo.)US | Erstveröffentlichung: 8. Oktober 1999    |
| 2002 | Release       | DE3 (14 Wo.)DE | AT15 (5 Wo.)AT | CH13 (7 Wo.)CH | UK7 Silber · (5 Wo.)UK | US73 (2 Wo.)US | Erstveröffentlichung: 2. April 2002      |
| 2006 | Fundamental   | DE4 (9 Wo.)DE | AT23 (2 Wo.)AT | CH7 (6 Wo.)CH | UK5 Silber · (5 Wo.)UK | US150 (1 Wo.)US | Erstveröffentlichung: 19. Mai 2006       |
| 2009 | Yes           | DE3 Gold · (19 Wo.)DE | AT5 (9 Wo.)AT | CH7 (13 Wo.)CH | UK4 Silber · (6 Wo.)UK | US32 (2 Wo.)US | Erstveröffentlichung: 20. März 2009      |
| 2012 | Elysium       | DE7 (6 Wo.)DE | AT20 (1 Wo.)AT | CH13 (3 Wo.)CH | UK9 (4 Wo.)UK | US44 (2 Wo.)US | Erstveröffentlichung: 7. September 2012  |
| 2013 | Electric      | DE3 (5 Wo.)DE | AT13 (4 Wo.)AT | CH6 (5 Wo.)CH | UK3 (5 Wo.)UK | US26 (2 Wo.)US | Erstveröffentlichung: 15. Juli 2013      |
| 2016 | Super         | DE3 (4 Wo.)DE | AT8 (2 Wo.)AT | CH4 (3 Wo.)CH | UK3 (3 Wo.)UK | US58 (1 Wo.)US | Erstveröffentlichung: 1. April 2016      |
| 2020 | Hotspot       | DE3 (5 Wo.)DE | AT7 (2 Wo.)AT | CH6 (5 Wo.)CH | UK3 (3 Wo.)UK | US100 (1 Wo.)US | Erstveröffentlichung: 24. Januar 2020    |
| 2024 | Nonetheless   | DE3 (5 Wo.)DE | AT3 (2 Wo.)AT | CH2 (4 Wo.)CH | UK2 (3 Wo.)UK | — | Erstveröffentlichung: 26. April 2024     |

## Auszeichnungen
- 1987: Bravo Otto – Silber (Beliebteste Rock-/Pop-Gruppe)
- 1987: BRIT Award – Best British Single 'West End Girls'
- 1987: BPI Awards – Best Single 'West End Girls'
- 1987: Ivor Novello Awards – Best International Hit 'West End Girls'
- 1987: Ivor Novello Awards – Best International Hit 'It’s a sin'
- 1988: BRIT Award – Best British Group
- 1988: BPI Awards – Best Group
- 1988: Houston Film Festival Awards – Gold Jury Award: It Couldn’t Happen Here
- 1988: Berolina Awards – Group of the Year
- 1991: Music Week’s Awards – Best Video Of The Year 1990: Being Boring
- 1994: EAST Award – Best International Single 'Go West'
- 1994: Siggraph Wave Awards – Best Music Video 'Liberation'
- 1994: Effects & Animation Festival Awards – Best Music Video 'Liberation'
- 1999: COMET Award – Video International 'I dont know what you want...'
- 1999: El Pais De Las Tentaciones – Best International Band
- 2000: Ivor Novello Awards – Outstanding Contribution to British Music
- 2000: RSH Gold Awards – Best International Band[29]
- 2003: SWR3 New Pop Award – Pioneers of Pop
- 2003: World Award – Best Arts
- 2004: 'Q' Award – Inspiration Award:
- 2009: BRIT Award – Outstanding Contribution To Music
- 2009: Radio Regenbogen Award – Pop international
- 2015: Mnet Asian Music Awards – Worldwide inspiration award